# Privolni (Orenburg)
|  | Per a altres significats, vegeu «Privolni». |

Privolni (en rus: Привольный) és un poble (un possiólok) de l'óblast d'Orenburg, a Rússia, segons el cens del 2010 tenia 186 habitants, pertany al municipi de Iasnogorski.